# Elezioni generali in Guinea-Bissau del 2014
Le elezioni generali in Guinea-Bissau del 2014 si tennero il 13 aprile (primo turno) e il 18 maggio (secondo turno) per l'elezione del Presidente e il rinnovo dell'Assemblea nazionale popolare.

## Risultati

### Elezioni presidenziali
| Candidati                    | Partiti                                                          | I turno | I turno | II turno | II turno |
| Candidati                    | Partiti                                                          | Voti    | %       | Voti     | %        |
| ---------------------------- | ---------------------------------------------------------------- | ------- | ------- | -------- | -------- |
| José Mário Vaz               | Partito Africano per l'Indipendenza della Guinea e di Capo Verde | 257 572 | 40,89   | 364 394  | 61,92    |
| Nuno Gomes Nabiam            | Indipendente                                                     | 156 163 | 24,79   | 224 089  | 38,08    |
| Paulo Gomes                  | Indipendente                                                     | 65 490  | 10,40   |          |          |
| Abel Incanda                 | Partito del Rinnovamento Sociale                                 | 43 890  | 6,97    |          |          |
| Mamadú Iaia Djaló            | Partito della Nuova Democrazia                                   | 28 535  | 4,53    |          |          |
| Ibraima Sory Djaló           | Partito della Riconciliazione Nazionale                          | 19 497  | 3,10    |          |          |
| Antonio Afonso Té            | Partito Repubblicano dell'Indipendenza per lo Sviluppo           | 18 808  | 2,99    |          |          |
| Helder Vaz Lopes             | Indipendente                                                     | 8 888   | 1,41    |          |          |
| Domingos Quadé               | Indipendente                                                     | 8 607   | 1,37    |          |          |
| Aregado Mantenque Té         | Partito dei Lavoratori                                           | 7 269   | 1,15    |          |          |
| Luis Nancassa                | Indipendente                                                     | 7 012   | 1,11    |          |          |
| Jorge Malú                   | Indipendente                                                     | 6 125   | 0,97    |          |          |
| Cirilo Rodrigues de Oliveira | Partito Socialista                                               | 2 070   | 0,33    |          |          |
| Totale                       | Totale                                                           | 629 926 | 100     | 588 483  | 100      |

### Elezioni parlamentari
| Liste                                                            | Voti    | %     | Seggi |
| ---------------------------------------------------------------- | ------- | ----- | ----- |
| Partito Africano per l'Indipendenza della Guinea e di Capo Verde | 281 408 | 47,98 | 57    |
| Partito del Rinnovamento Sociale                                 | 180 432 | 30,76 | 41    |
| Partito della Nuova Democrazia                                   | 28 581  | 4,87  | 1     |
| Partito della Convergenza Democratica                            | 19 757  | 3,37  | 2     |
| Partito Repubblicano dell'Indipendenza per lo Sviluppo           | 17 919  | 3,06  | –     |
| Unione Patriottica Guineana                                      | 10 919  | 1,86  | –     |
| Unione per il Cambiamento                                        | 10 803  | 1,84  | 1     |
| Movimento Bafatá                                                 | 9 502   | 1,62  | –     |
| Partito della Riconciliazione Nazionale                          | 7 903   | 1,35  | –     |
| Partito del Popolo                                               | 4 101   | 0,70  | –     |
| Partito Socialdemocratico Unito                                  | 4 048   | 0,69  | –     |
| Partito dei Lavoratori                                           | 3 659   | 0,62  | –     |
| Partito Socialista                                               | 3 480   | 0,59  | –     |
| Partito Socialdemocratico                                        | 2 302   | 0,39  | –     |
| Fronte Democratico Sociale                                       | 1 710   | 0,29  | –     |
| Totale                                                           | 586 524 | 100   | 102   |